# Państwowa Inspekcja Plonów
Państwowa Inspekcja Plonów (PIP) – jednostka organizacyjna urzędu statystycznego i ministerstwa rolnictwa mająca za zadanie przeprowadzania reprezentacyjnych badań dotyczących urodzaju i wysokości strat w zasiewach, plonach i zbiorach we wszystkich grupach gospodarstw rolnych.

## Historia

### Początki Państwowej Inspekcji Plonów
Uchwałą Prezydium Rządu z 1954 r. powołano służbę inspekcyjną pod nazwą Państwowa Inspekcja Plonów, w celu uzyskania wiarygodnych danych o przewidywanych i osiągniętych plonach ziemiopłodów.
Zadaniem Państwowej Inspekcji Plonów było:
- dokonywania w ciągu całego roku oceny przebiegu wegetacji roślin uprawnych bądź przypuszczalnych plonów ważniejszych ziemiopłodów;
- dokonywanie oceny przewidywanych zbiorów w okresie przed zbiorem ziemiopłodów;
- dokonywanie ostatecznej oceny osiągniętych plonów i zbiorów ziemiopłodów.

Pracami Państwowej Inspekcji Plonów objęte były państwowe gospodarstwa rolne, rolnicze spółdzielnie produkcyjne i indywidualne gospodarstwa rolne.
Organami PIP były: Inspektor Główny podległy ministerstwu rolnictwa, inspektorzy wojewódzcy oraz rzeczoznawcy powiatowi.

### Zmiany podporządkowania i zakresu działania Państwowej Inspekcji Plonów
Uchwałą Rady Ministrów z 1957 r. Państwową Inspekcję Plonów podporządkowano Głównemu Urzędowi Statystycznemu. Inspektora Głównego i inspektorów wojewódzkich powoływał prezes Głównego Urzędu Statystycznego. Inspektorzy wojewódzcy organizowali sieć rzeczoznawców powiatowych w liczbie 2–3 osób na powiat.
Do zakresu działania inspektorów wojewódzkich należała:
- ocena przewidywanych oraz osiągniętych plonów i zbiorów;
- kierowanie pracą rzeczoznawców powiatowych;
- opracowywanie zbiorczych sprawozdań rzeczoznawców powiatowych.

Pracownicy inspekcji mieli prawo kontroli w gospodarstwach uspołecznionych w zakresie:
- stanu zasiewów w polu;
- zbiorów znajdujących się w magazynach i innych urządzeniach;
- omłotów;
- wszelkiej związanych z tym dokumentacji podstawowej w gospodarstwach;
- wszelkiej sprawozdawczości oraz statystyki z zakresu plonów i zbiorów.

### Nowelizacja uchwały w sprawie Państwowej Inspekcji Plonów
Uchwałą Rady Ministrów z 1960 r. i 1973 r. ustalono, że Państwowej Inspekcji Plonów dokonuje oceny przewidywanych i faktycznie osiąganych plonów roślin uprawnych w rolnictwie indywidualnym i uspołecznionym.
Przy dokonywaniu ocen Państwowa Inspekcja Plonów opierała się na:
- badaniach statystycznych przeprowadzanych przez własne organy terenowe i terenowe organy statystyki państwowej w uspołecznionych i indywidualnych gospodarstwach rolnych oraz na informacjach zbieranych za pośrednictwem sieci informatorów i korespondentów Głównego Urzędu Statystycznego;
- sprawozdawczości statystycznej uspołecznionych gospodarstw rolnych.

Rolnicze instytuty naukowo-badawcze opracowywały metodykę oceny przewidywanych plonów, strat przy sprzęcie i przechowywaniu ziemiopłodów.
Pomoc w ustalaniu wysokości plonów udzielały:
- Państwowy Instytut Hydrologiczno-Meteorologiczny w zakresie przebiegu pogody oraz stanie wilgotności gleb i poziomu wód gruntowych;
- stacje ochrony roślin nadsyłały meldunki o masowych wystąpieniach chorób i szkodników roślin, które mogły wpłynąć na obniżenie plonów;
- Państwowy Zakład Ubezpieczeń składał okresowe i roczne meldunki o klęskach żywiołowych w rolnictwie, które mogły wpłynąć na obniżkę plonów i zbiorów.

Organami Państwowej Inspekcji Plonów były:
- Inspektorat Główny – departament w Głównym Urzędzie Statystycznym;
- inspektorzy wojewódzcy;
- rzeczoznawcy powiatowi działający przy wydziałach statystyki prezydiów rad narodowych.

Stanowiska inspektora wojewódzkiego oraz rzeczoznawcy można było łączyć z inną pracą zawodową i traktować jako zajęcie dodatkowe.

### Powstanie Państwowa Inspekcji Produkcji Rolniczej
Rada Ministrów z 1976 r. przyjęła uchwałę w sprawie przekształcenia Państwowej Inspekcji Plonów w Państwową Inspekcję Produkcji Rolniczej.
Do zakresu działania Inspektora Głównego Państwową Inspekcję Produkcji Rolniczej należało:
- organizowanie badań produkcji rolniczej;
- opiniowanie prawidłowości zebranych danych;
- kontrolowanie i przestrzeganie zasad metodologicznych obowiązujących w systemie oceny produkcji rolniczej w toku;
- zlecanie rzeczoznawcom dokonywanie niezbędnych ekspertyz, ocen i szacunków produkcji rolniczej;
- usprawnienia systemu oceny produkcji rolniczej;
- szkolenie inspektorów wojewódzkich i rzeczoznawców.

Poza powszechnymi i rocznymi spisami rolnymi ustalono potrzebę dokonywania trzech ocen plonów w postaci:
- prognozy w czerwcu, opartej na ekspertyzie;
- wstępnego szacunku plonów w sierpniu, opartego na ocenach inspektorów i rzeczoznawców oraz badaniach reprezentacyjnych;
- szacunku w listopadzie-grudniu, opartego na wynikach badań reprezentacyjnych oraz sprawozdawczości statystycznej uspołecznionych gospodarstw rolnych.

## Wykaz roślin uprawnych i ziemiopłodów objętych ocenami Państwowej Inspekcji Plonów
Państwowa Inspekcja Plonów dokonywała oceny roślin i ziemiopłodów w zakresie:

- zboża;
- kukurydza;
- rzepak;
- len;
- ziemniaki;
- buraki cukrowe;
- siano łąkowe;
- warzywa;
- owoce;
- drzewa owocowe;
- krzewy jagodowe.